# Lancer du marteau féminin aux Jeux olympiques d'été de 2008
Navigation
Athènes 2004 Londres 2012
Le concours du lancer du marteau féminin aux Jeux olympiques de 2008 a eu lieu le 18 août pour les qualifications, et le 20 août pour la finale, dans le Stade national de Pékin.  
À la suite de la disqualification de l'athlète Biélorusse Darya Pchelnik annoncée par le CIO le 12 janvier 2017, la française Manuela Montebrun récupère la troisième place presque 10 ans après l'évènement.
Les limites de qualifications étaient de 69,50 m pour la limite A et de 67,00 m pour la limite B.

## Records
Avant cette compétition, les records dans cette discipline étaient les suivants :
| Record du monde  | 77,80 m | Tatyana Lysenko | Russie | 15 août 2006 | Tallinn |
| Record olympique | 75,02 m | Olga Kuzenkova  | Russie | 25 août 2004 | Athènes |

## Médaillées
| Or           | Argent       | Bronze            |
| Yipsi Moreno | Wenxiu Zhang | Manuela Montebrun |

## Résultats

### Finale (20 août)
- Le 12 janvier 2017, le CIO annonce la disqualification de Darya Pchelnik à la suite de la réanalyse de ses échantillons, où est détectée une substance interdite : la déhydrochlorméthyltestostérone (turinabol). Sa disqualification entraine la remise de la médaille de bronze de ces Jeux à Manuela Montebrun[2],[3].

| Rang               | Pays        | Athlète               | Marque       | Essais | Essais | Essais | Essais | Essais | Essais |
| Rang               | Pays        | Athlète               | Marque       | 1      | 2      | 3      | 4      | 5      | 6      |
| ------------------ | ----------- | --------------------- | ------------ | ------ | ------ | ------ | ------ | ------ | ------ |
| Médaille d'or      | Cuba        | Yipsi Moreno          | 75,20 m      | x      | 73,95  | 72,61  | x      | 74,70  | 75,20  |
| Médaille d'argent  | Chine       | Zhang Wenxiu          | 74,32 m (SB) | 74,00  | 74,32  | 73,40  | 73,50  | 70,75  | 73,53  |
| Médaille de bronze | France      | Manuela Montebrun     | 72,54 m      | 67,63  | 70,55  | 70,01  | 72,54  | 71,92  | 70,63  |
| 4                  | Pologne     | Anita Wlodarczyk      | 71,56 m      | 69,39  | x      | 71,56  | 70,86  | x      | x      |
| 5                  | Italie      | Clarissa Claretti     | 71,33 m      | x      | 71,33  | x      | x      | x      | x      |
| 6                  | Slovaquie   | Martina Hrašnová      | 71,00 m      | 68,28  | x      | 71,00  | x      | 70,19  | x      |
| 7                  | Allemagne   | Betty Heidler         | 70,06 m      | x      | x      | 70,06  | -      | -      | -      |
| 8                  | Russie      | Yelena Priyma         | 69,72 m      | 69,19  | 69,72  | 67,33  | -      | -      | -      |
| 9                  | Grèce       | Styliani Papadopoulou | 64,97 m      | x      | x      | 64,97  | -      | -      | -      |
| —                  | Pologne     | Kamila Skolimowska    | NM           | x      | x      | x      | -      | -      | -      |
| —                  | Biélorussie | Aksana Miankova       | DQ           | 74,40  | x      | 72,23  | x      | 76,34  | 51,72  |
| —                  | Biélorussie | Darya Pchelnik        | DQ           | 69,10  | 72,46  | 72,82  | 71,00  | 72,83  | 73,65  |

Records et Performances
- AR : Record continental (area record)
- CR : Record des championnats (championship record)
- MR : Record du meeting (meet record)
- NR : Record national (national record)
- OR : Record olympique (olympic record)
- PR : Record paralympique (paralympic record)
- PB : Record personnel (personal best)
- SB : Meilleure performance personnelle de la saison (season's best)
- WL : Meilleure performance mondiale de l'année (world leader)
- WJR : Record du monde junior (world junior record)
- WR : Record du monde (world record)

Circonstances et Conditions
- DNF : N'a pas terminé (did not finish)
- DNS : N'a pas pris le départ (did not start)
- DQ : Disqualification (disqualification)
- NM : Aucun essai valable enregistré (No Mark)
- Q : Qualifié « directement » au prochain tour (ou à la prochaine compétition), lors d'une compétition majeure, grâce au classement ou à la réalisation des minima (automatic qualifier)
- q : Qualifié au prochain tour (ou à la prochaine compétition), lors d'une compétition majeure, grâce au repêchage ou à la réalisation de l'une des meilleures performances parmi celles des « non qualifiés directement » (grâce au meilleur temps ou à la meilleure distance par exemple) (secondary qualifier)

### Qualifications (18 août)
50 lanceuses de marteau étaient inscrites à ce concours, deux groupes de qualifications ont été formés. La limite de qualifications était fixée à 71,50 m ou au minimum les 12 meilleurs lanceuses de cette phase de qualifications.
| Rang | Pays            | Athlète                   | Distance      | Essais | Essais | Essais |
| ---- | --------------- | ------------------------- | ------------- | ------ | ------ | ------ |
| 1    | Cuba            | Yipsi Moreno              | 73,92 m Q     | 71,31  | -      | 73,92  |
| 2    | Slovaquie       | Martina Danišová-Hrasnová | 72,87 m Q     | 70,03  | -      | 72,87  |
| 3    | Pologne         | Anita Wlodarczyk          | 71,76 m Q     | 71,76  | -      | -      |
| 4    | Allemagne       | Betty Heidler             | 71,51 m Q     | 66,28  | 71,51  | -      |
| 5    | Biélorussie     | Darya Pchelnik            | 71,30 m q     | 69,43  | 71,30  | 69,24  |
| 6    | Grèce           | Stilianí Papadopoúlou     | 69,36 m q     | 66,68  | 69,36  | 69,29  |
| 7    | Biélorussie     | Maryia Smaliachkova       | 69,22 m       | -      | 69,22  | -      |
| 8    | France          | Stéphanie Falzon          | 68,93 m       | -      | 68,93  | -      |
| 9    | Croatie         | Ivana Brkljacic           | 68,38 m       | 66,54  | -      | 68,38  |
| 10   | Roumanie        | Bianca Perie              | 68,21 m       | 68,21  | 66,29  | -      |
| 11   | Ukraine         | Iryna Novozhylova         | 68,11 m       | 67,36  | -      | 68,11  |
| 12   | Russie          | Anna Bulgakova            | 68,04 m       | -      | 68,04  | -      |
| 13   | Russie          | Yelena Konevtseva         | 67,83 m       | 66,81  | 67,83  | -      |
| 14   | Ukraine         | Inna Sayenko              | 66,92 m       | -      | 66,92  | -      |
| 15   | Finlande        | Merja Korpela             | 66,29 m       | 62,70  | 65,76  | 66,29  |
| 16   | Chine           | Wang Zheng                | 65,64 m       | 65,64  | 61,36  | -      |
| 17   | Canada          | Sultana Frizell           | 65,44 m       | -      | 60,43  | 65,44  |
| 18   | Hongrie         | Éva Orbán                 | 65,41 m       | 65,12  | -      | 65,41  |
| 19   | Grande-Bretagne | Zoe Derham                | 64,74 m       | 64,74  | 64,61  | 64,57  |
| 20   | Moldavie        | Zalina Marghieva          | 64,20 m       | -      | 64,20  | -      |
| 21   | États-Unis      | Loree Smith               | 63,60 m       | 62,25  | 62,33  | 63,60  |
| 22   | Italie          | Silvia Salis              | 62,28 m       | -      | -      | 62,28  |
| 23   | Portugal        | Vânia Silva               | 59,42 m       | -      | 58,10  | 59,42  |
| 24   | Tadjikistan     | Galina Mityaeva           | 51,38 m       | -      | 48,59  | 51,38  |
|      | États-Unis      | Jessica Cosby             | aucune marque | -      | -      | -      |

| Rang | Pays              | Athlète                | Distance      | Essais | Essais | Essais |
| ---- | ----------------- | ---------------------- | ------------- | ------ | ------ | ------ |
| 1    | Chine             | Zhang Wenxiu           | 73,36 m Q     | 73,36  | -      | -      |
| 2    | France            | Manuela Montebrun      | 72,81 m Q     | 69,80  | 69,86  | 72,81  |
| 3    | Italie            | Clarissa Claretti      | 71,82 m Q     | 67,15  | 71,82  | -      |
| 4    | Russie            | Yelena Priyma          | 70,69 m q     | 70,69  | 69,79  | 65,64  |
| 5    | Pologne           | Kamila Skolimowska     | 69,79 m q     | 65,97  | 69,79  | 67,01  |
| 6    | Biélorussie       | Aksana Miankova        | 69,77 m q     | 62,95  | 65,55  | 69,77  |
| 7    | Cuba              | Arasay Thondike        | 68,74 m       | -      | 66,68  | 68,74  |
| 8    | Turquie           | Sviatlana Sudak-Torun  | 68,22 m       | 68,22  | 67,36  | 67,18  |
| 9    | États-Unis        | Amber Campbell         | 67,86 m       | 67,86  | -      | -      |
| 10   | Irlande           | Eileen O'Keeffe        | 67,66 m       | 62,53  | 62,05  | 67,66  |
| 11   | Allemagne         | Kathrin Klaas          | 67,54 m       | 66,39  | 67,54  | 66,95  |
| 12   | Ukraine           | Iryna Sekachova        | 67,47 m       | 62,83  | -      | 67,47  |
| 13   | Tchéquie          | Lenka Ledvinová        | 67,17 m       | 65,98  | 65,23  | 67,17  |
| 14   | Grèce             | Alexándra Papayeoryíou | 66,72 m       | 66,72  | 65,73  | -      |
| 15   | Argentine         | Jennifer Dahlgren      | 66,35 m       | 58,60  | -      | 66,35  |
| 16   | Cuba              | Yunaika Crawford       | 66,16 m       | 66,16  | 65,00  | 64,08  |
| 17   | Colombie          | Johana Moreno          | 64,66 m       | -      | 64,31  | 64,66  |
| 18   | Pologne           | Malgorzata Zadura      | 64,13 m       | 63,35  | 64,13  | -      |
| 19   | Trinité-et-Tobago | Candice Scott          | 63,03 m       | 63,03  | 62,53  | -      |
| 20   | Espagne           | Berta Castells         | 62,44 m       | 62,44  | 61,76  | -      |
| 21   | Moldavie          | Marina Marghiev        | 62,12 m       | 61,03  | -      | 62,12  |
| 22   | Chypre            | Paraskevi Theodorou    | 61,00 m       | -      | 61,00  | -      |
| 23   | Croatie           | Sanja Gavrilovic       | 60,55 m       | 60,55  | 60,37  | 60,36  |
|      | France            | Amélie Perrin          | aucune marque | -      | -      | -      |
|      | Cameroun          | Georgina Toth          | aucune marque | -      | -      | -      |